# Oberleitungsbus Rimini–Riccione
Der Oberleitungsbus Rimini–Riccione – italienisch Filovia Rimini–Riccione genannt – ist ein Oberleitungsbus-System in Norditalien. Von Rimini ausgehend betreibt das Verkehrsunternehmen Agenzia Mobilità provincia di Rimini (AM) entlang der Adriaküste die Überlandlinie 11 in den Nachbarort Riccione. Der heute 12,20 Kilometer lange Betrieb existiert seit dem 1. Januar 1939.

## Betrieb
Die Linie 11 wird mit sieben Umläufen im 15-Minuten-Takt bedient. Weil nur fünf Obusse zur Verfügung stehen, erfolgt dies im Mischbetrieb mit Dieselbussen. Ein Teil der Kurse endet bereits vorzeitig am Bahnhof Rimini beziehungsweise am Piazzale Curiel in Riccione. Letztere werden mit dem abweichenden Liniensignal 11/ bezeichnet, das heißt, es handelt sich um eine gestrichene Linie. In der Sommersaison verkehrt der Oberleitungsbus heute ebenfalls nur alle 15 Minuten. Bis 2008 war hingegen ein Zehn-Minuten-Takt üblich, teilweise wurde im 7/8-Minuten-Takt gefahren. Insgesamt werden 54 Haltestellen bedient. Diese sind durchnummeriert, die Nummer ist mit roten Ziffern auf weißen Tafeln gekennzeichnet. Die Schilder hängen an den Querdrähten der Oberleitung.
Ursprünglich endete die Strecke in Riccione auf der Piazzale Curiel, bevor sie zum 1. August 2001 bis Terme verlängert wurde. Auch in Rimini hat sich die Endstelle dreimal geändert. Anfangs war sie auf der Piazza Tre Martiri. Nachdem diese samt der angrenzenden Via Quattro Novembre in eine Fußgängerzone umgewandelt wurde, wendeten die Oberleitungsbusse ab dem 2. November 1998 einige Jahre lang auf der Piazzale San Girolamo. Ab dem 15. September 2009 verkehrte die Linie 11 dann darüber hinaus durch die Via Aponia zum zentralen Busbahnhof auf der Piazzale Gramsci. Weil keine Anpassung der Fahrleitungsinfrastruktur erfolgte, benützten die Obusse hierfür auf einigen hundert Metern ihren Dieselhilfsantrieb, das An- und Abdrahten erfolgte automatisch. Zum 1. Juni 2011 wurde die Endstelle wieder zur Piazzale San Girolamo zurückverlegt. Die Oberleitungsbusse bedienen dabei heute eine circa 500 Meter lange Häuserblockschleife im Uhrzeigersinn – diese führt durch die Via Roma, die Via Cesare Clementini und die Via Aponia zurück in die Via Dante Alighieri.
Das Depot befindet sich in der Via Ennio Coletti, nördlich der Brücke über den Kanal.
Im August 2017 fuhren ausschließlich Dieselbusse, die Oberleitung ist teilweise demontiert.
2019 wurde mit dem Metromare eine zweite Oberleitungsbuslinie eröffnet, die weiter landeinwärts parallel zur Linie 11 den Bahnhof Rimini und den Bahnhof Ceccarini Riccione verbindet. Nachdem zunächst Dieselbusse eingesetzt wurden, werden seit 2021 Obusse auf der Strecke, welche über 15 Haltestellen auf 9,8 Kilometern Länge verfügt und teilweise einspurig trassiert ist, eingesetzt. Die Linie wird zwischen Betriebsbeginn um 5:30 bis 7:00 Uhr sowie zwischen 21:00 Uhr und Mitternacht im 30-Minuten-Takt sowie zwischen 7:00 und 21:00 Uhr im 15-Minuten-Takt bedient.
Im August 2023 ist der elektrische Betrieb wieder aktiv. Es findet wieder ein Mischbetrieb von Obussen und Dieselbussen statt.

## Fahrzeuge

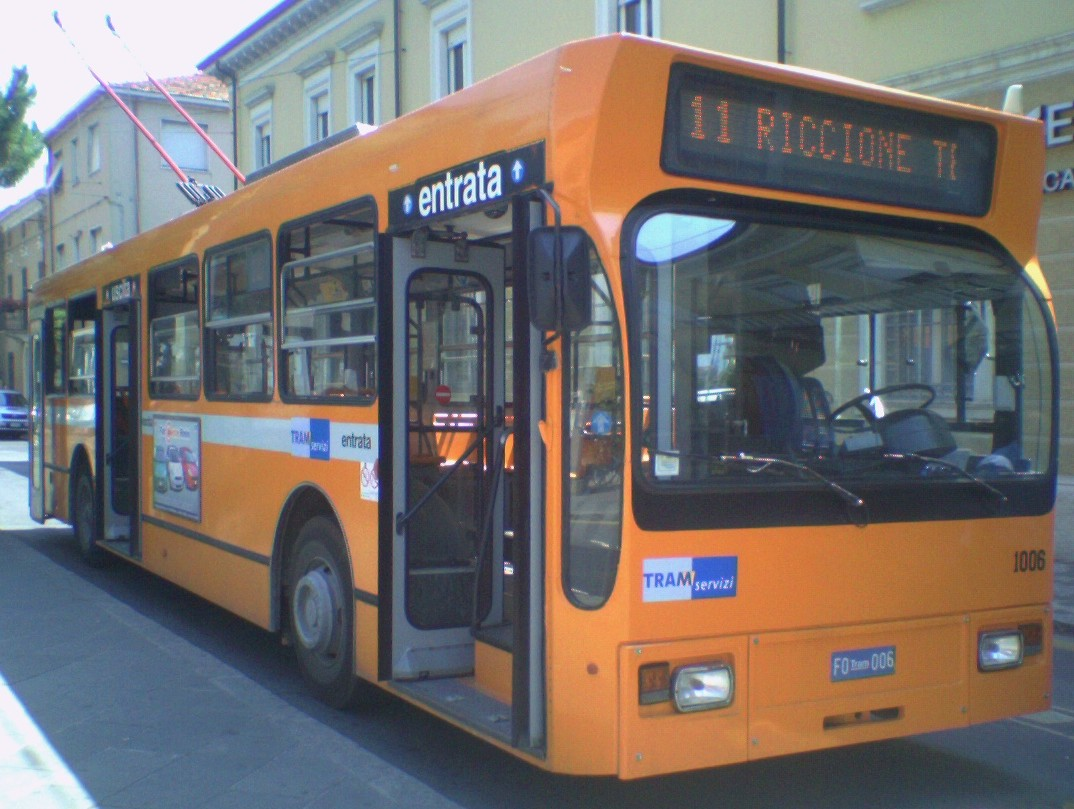
Wagen 1006 im Jahr 2007

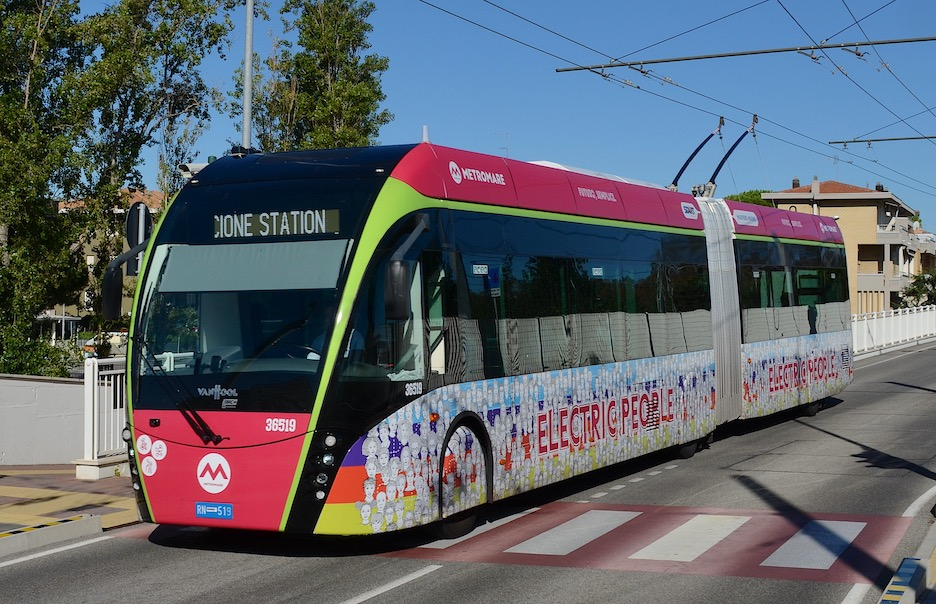
Wagen 36519 (2022)

Die fünf Obusse sind 2009 vom belgischen Hersteller Van Hool beschaffte niederflurige Gelenkwagen des Typs AG300T. Die elektrische Ausrüstung stammt von Kiepe, die Betriebsnummern lauten 36502 bis 36506 (ursprünglich 6501 bis 6505). Ein sechster AG300T wurde 2011 gekauft, Nr. 36506. Sie lösten die 17 zweiachsigen und hochflurigen Solowagen mit den Nummern 1001 bis 1017 ab. Diese waren vom Typ Volvo/Mauri/Ansaldo B59 und wurden in den Jahren 1975 bis 1977 gebaut. Drei Fahrzeuge mit den Nummern 1014–1016 blieben im Betriebshof erhalten (Stand 2016). 2020 und 2021 wurden zusätzlich neun Obusse des Typs ExquiCity18 von Van Hool mit den Betriebsnummern 36511–36519 geliefert.